# Cola scheffleri
Cola scheffleri är en malvaväxtart som beskrevs av Karl Moritz Schumann. Cola scheffleri ingår i släktet Cola och familjen malvaväxter. Inga underarter finns listade i Catalogue of Life.